# 산호대로
산호대로(Sanho-daero)는 경상북도 구미시 공단동 에서 구미시 장천면를 잇는 도로이다.

## 연혁
- 2005년 3월 2일 : 구미시 비산동 ~ 구미시 옥계동 3.34km 구간 개통 (비산램프 제외)[1]
- 2005년 7월 1일 : 산호대교 진입 램프 구간 개통[2]

## 주요 경유지
경상북도
- 구미시 (공단동 . 양호동 .  양포동 . 산동읍 .  장천면)

## 노선
| 이름                      | 접속 노선                   | 소재지            | 소재지            | 비고              |
| 낙동강변로와 직결         | 낙동강변로와 직결           | 낙동강변로와 직결 | 낙동강변로와 직결 | 낙동강변로와 직결 |
| ------------------------- | --------------------------- | ----------------- | ----------------- | ----------------- |
| (이름없음)                | 남구미로                    | 구미시            | 공단동            |                   |
| 순천향네거리              | 1공단로                     | 구미시            | 공단동            |                   |
| 세무서네거리              | 지방도 제514호선 (수출대로) | 구미시            | 공단동            |                   |
| 비산네거리                | 낙동강변로                  | 구미시            | 공단동            |                   |
| 산호대교                  |                             | 구미시            | 공단동            |                   |
|                           | 양호동                      | 구미시            |                   |                   |
| (이름없음) (반숙교)       |                             | 구미시            |                   |                   |
| (이름없음) (금오교)       | 대학로                      | 구미시            | 양포동            |                   |
| 거의IC                    | 국도 제33호선 (약목선산로)  | 구미시            | 양포동            |                   |
| (이름없음) (옥계지하차도) | 국도 제67호선 (옥계2공단로) | 구미시            | 양포동            |                   |
| 산내고개                  |                             | 구미시            | 산동읍            |                   |
| (이름없음)                | 국도 제25호선 (낙동대로)    | 구미시            | 장천면            |                   |

## 주요 시설및 건물
- GS25 LG이노텍구미4 공장점 (산호대로 77/공단동 299)
- 국민건강보험공단 구미지사 (산호대로 181/공단동 262-3)
- SK텔레콤 T world  직장인플라자점 (산호대로 213/공단동 252)
- 롯데시네마 구미공단 (산호대로 233/공단동 253-2)
- KB국민은행 구미공단종합금융센터 (산호대로 233/공단동 253-2)
- 한국산업인력공단 경북서부지사 (산호대로 253/공단동 256-24)
- GS25 구미보성점 (산호대로 419/비산동 28)
- S-OIL 지엠옥계주유소 (산호대로 585/양호동 산 52-3)
- SK에너지 SK행복충전 금오공대입구충전소 (산호대로 600/거의동 363-1)
- 세븐일레븐 구미산동대로점 (산호대로 1133/봉산리 328)
- S-OIL 세창주유소 (산호대로 1372/임천리 38-3)
- E1 녹색충전소 (산호대로 1390/하장리 960-3)
- SK에너지 케이케이중앙1주유소 (산호대로 1394/하장리 967-6)